# Искра (конструкторское бюро)
Машиностроительное конструкторское бюро «Искра» имени И. И. Картукова (также МКБ «Искра») — советское, затем российское предприятие оборонной промышленности расположенное в Москве. С 2002 года входит в состав компании «Тактическое ракетное вооружение». Специализируется на разработке и серийном производстве твердотопливных ракетных двигателей, газогенераторов, разгонных блоков и систем авиационного и космического назначения. Из-за вторжения России на Украину предприятие внесено в санкционный список всех стран Евросоюза, США, Канады и ряда других стран.

## История
Образовано 22 марта 1944 года в результате выделения из завода № 381, созданного 12 марта 1943 года путём объединения двух московских авиационных заводов № 81 и № 381, площадки для создания опытного завода № 81. Приказом МАП СССР от 22 марта 1946 года № 148с Седьмому главному управлению МАП СССР предписано перевести ОКБ завода № 455 со всем личным составом и оборудованием, транспортом и материальными ценностями на площади опытного завода № 81, а экспериментальную испытательную станцию ОКБ-455, расположенную в Кузьминках, закрепить за заводом № 81.
Распоряжением Совета Министров СССР от 27 июля 1946 года № 9242-рс организован государственный союзный завод № 81 по опытному строительству самолётных установок реактивного и химического вооружения и стартовых ракет на базе бывшего самолётного завода № 81. В пояснительной записке к Паспорту Опытного государственного союзного завода № 81 МАП СССР от 01 января 1947 года указывается, что завод № 81 расположен на двух территориях: город Москва, Ленинградский проспект, д.35 и деревня Кузьминки Ухтомского района (ул. Заречье, д.81, позднее — Заречье, д.8).
Во исполнение Постановления Совета Министров СССР от 08 сентября 1964 года № 758/316 и на основании Приказа Министра авиационной промышленности СССР от 30 апреля 1966 года № 175сс, Опытный государственный союзный завод № 81 с условным наименованием п/я 2460 переименован в Московский машиностроительный завод «Искра» с присвоением условного наименования п/я В-2829.
22 июня 1990 года Московский машиностроительный завод «Искра» был преобразован в государственное предприятие «Машиностроительное конструкторское бюро „Искра“» и приватизирован 1 октября 2002 года.
В соответствии с Решением ВОСА от 05 марта 2015 года и согласно Федеральному закону от 05 мая 2014 года № 99-ФЗ «О внесении изменений в главу 4 части первой ГК РФ и о признании утратившим силу отдельных положений законодательных актов РФ», с 21 марта 2015 года имеет следующее наименование: Акционерное общество «Машиностроительное конструкторское бюро „Искра“ имени Ивана Ивановича Картукова»[значимость факта?].
Первоначально предприятие специализировалось на создании ускорителей для взлёта пилотируемых и беспилотных самолётов ВВС, позднее основной продукцией общества стали двигатели на твердом топливе и газогенераторы для тактических ракет различных классов и видов базирования.
Одновременно Обществом проводится активная работа по продлению срока службы и модернизации ранее созданных образцов, а также по обеспечению требуемого уровня их эксплуатационной надежности. Во исполнение Распоряжения Правительства Российской Федерации от 15 июля 2013 года № 1204 в августе 2016 года в бюро произошла реорганизация путем присоединения к «Искре» предприятия «Горизонт». Производство располагается в городе Химки Московской области.

## Руководители

### Главные конструктора
- С 1946 года по 1950 год — И. И. Картуков
- С 1950 года по 1951 год — И. П. Шебанов
- С 1951 года по 1987 год — И. И. Картуков
- С 1987 года по 1998 год — Ю. К. Куликов
- С 1998 года по 2020 год — М. Д. Граменицкий
- С 2020 года — В. П. Францкевич

### Директора
- С 1946 года по 1950 год — И. П. Шебанов
- С 1950 года по 1953 год — А. Я. Секачёв
- С 1953 года по 1959 год — А. В. Будников
- С 1959 года по 1977 год — В. П. Сонюшкин
- С 1977 года по 1993 год — Б. В. Плюснин
- С 1993 года по 2005 год — В. М. Быцкевич
- С 2005 года по 2007 год — В. В. Дудчак
- С 2007 года — В. А. Сорокин